# Florence Arthaud

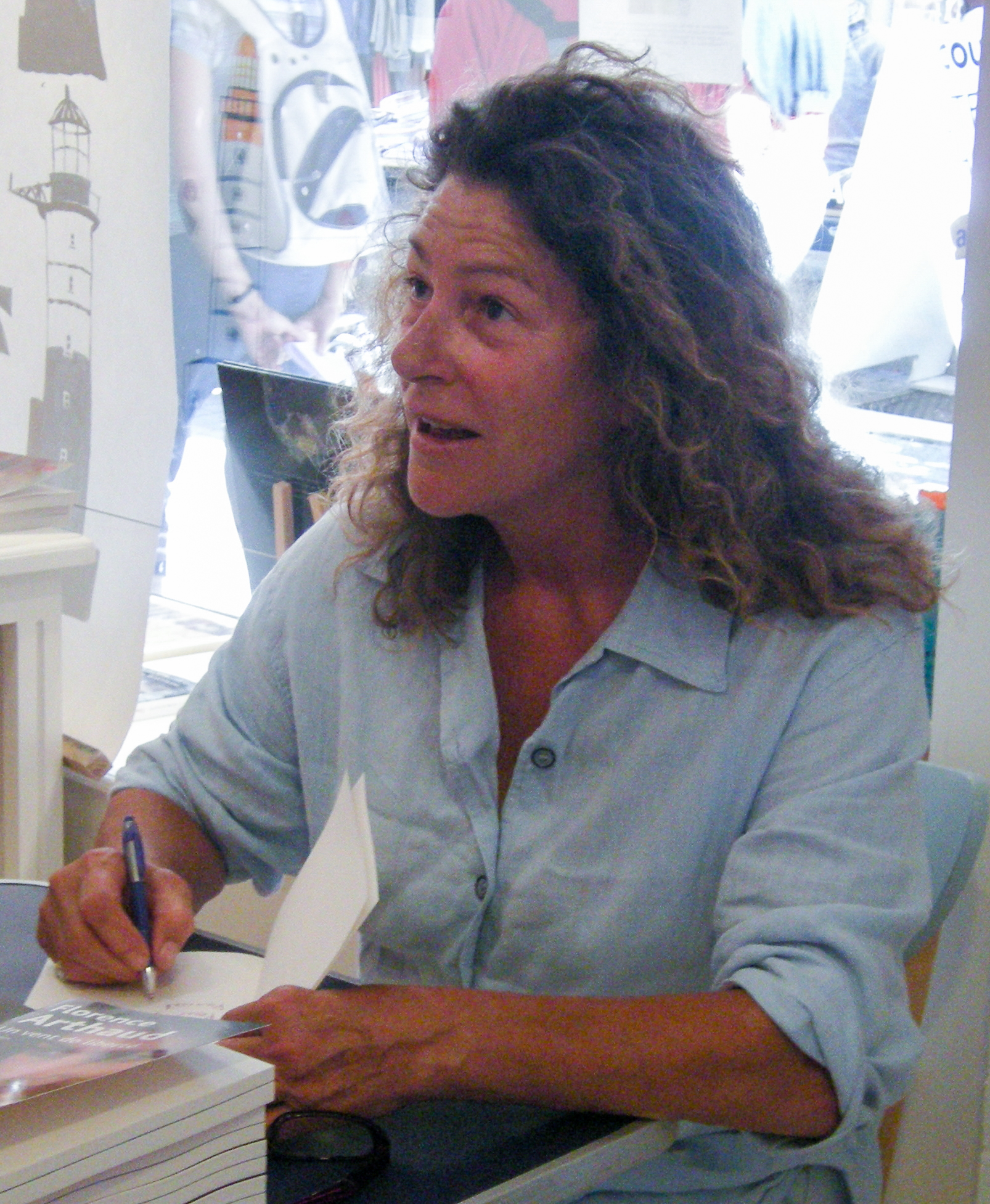
Florence Arthaud signeert haar boek Un vent de liberté.

Florence Arthaud (Boulogne-Billancourt, 28 oktober 1957 – Villa Castelli (Argentinië), 9 maart 2015) was een Franse zeilster en een van de weinige vrouwelijke topzeilers. Ze nam deel aan vele trans-Atlantische wedstrijden, wat haar de bijnaam "Petite fiancée de l'Atlantique" opleverde.

## Sportieve carrière
Haar vader, Jacques Arthaud, was de directeur van een uitgeverij die onder meer de boeken van bekende zeilers als Éric Tabarly uitgaf. Met zijn steun begon ze op jeugdige leeftijd met zeilen. Op haar achttiende voltooide ze haar eerste overtocht van de Atlantische Oceaan samen met Jean-Claude Parisis.
Ze nam in 1978 op haar twintigste deel aan de eerste editie van de Route du Rhum, de solo-zeilwedstrijd over de Atlantische Oceaan. Ze werd elfde. In 1986 onderbrak ze deze race om Loïc Caradec te zoeken, van wie niets meer vernomen werd. Ze vond zijn gekapseisde catamaran Royale, maar Caradec zelf werd niet teruggevonden.
In 1990 verbeterde ze met haar trimaran Pierre 1er het record van de overtocht van de Atlantische Oceaan van west naar oost voor solozeilers tot 9 dagen, 21 uur en 42 minuten, een verbetering met bijna twee dagen van het vorige record van Bruno Peyron. Ze won dat jaar de Route du Rhum met Pierre 1er in 14 dagen, 10 uur en 10 minuten. In 1990 werd ze ook lid van het comité van de Jules Verne Trofee voor de snelste reis om de wereld met een zeilboot.
In 1992 werd ze tweede in de Transat Québec-Saint-Malo.
Arthaud ontsnapte in 2011 aan de dood toen ze 's nachts overboord viel ter hoogte van Cap Corse. Ze slaagde erin met haar mobiele telefoon haar moeder te verwittigen. De hulpdiensten konden haar twee uur later terugvinden dankzij de hoofdbandlamp die ze droeg en de geolocatie van haar mobiele telefoon. Ze was onderkoeld maar kon de dag nadien reeds het ziekenhuis verlaten.

## Overlijden
Arthaud kwam in maart 2015 op 57-jarige leeftijd om het leven bij een helikopterongeval in het noordoosten van Argentinië, tijdens de opnamen voor het televisieprogramma Dropped. Onder de andere slachtoffers waren de Olympische medaillewinnaars Camille Muffat en Alexis Vastine.